# Lorenz Kienzle
Lorenz Kienzle (* 6. Juni 1988 in Schaffhausen) ist ein Schweizer Eishockeyspieler, der zuletzt beim EHC Visp in der Schweizer Swiss League unter Vertrag stand.

## Karriere
Lorenz Kienzle begann seine Karriere als Eishockeyspieler in der Jugend beim EHC Schaffhausen. Er wechselte in das Farmteam der GCK Lions, bevor er sein Debüt in der Profimannschaft der ZSC Lions in der Saison 2008/09 gab. Vor der Saison 2010/11 wechselte er zum HC Lugano und erzielte dabei bis 2016 in 282 Spielen 8 Tore und 47 Assists. Zur Saison 2016/17 wechselte er innerhalb der NLA zu Fribourg-Gottéron. Ab 2018 stand er beim HC Ambrì-Piotta unter Vertrag.
Im Juli 2019 wechselte Kienzle im Tausch gegen Julian Payr zum HC Davos.
Dort war er zwei Jahre aktiv, bevor der Wechsel zur Saison 2021/22 zum zweitklassigen EHC Visp folgte. Kienzle unterzeichnete einen Zweijahresvertrag bei den Wallisern, erfüllte diesen jedoch nicht, da er sich im Juni 2022 vorzeitig aus gesundheitlichen Gründen zurückzog.

### International
Für die Schweiz nahm Kienzle an der Jugendolympiade 2005 sowie U18-Junioren-Weltmeisterschaft 2006 der Division I teil. 2014 folgte das erste Aufgebot für die A-Nationalmannschaft, als Kienzle am Deutschland Cup 2014 alle drei Spiele bestritt.

## Erfolge und Auszeichnungen
- 2005 Silbermedaille an der Jugend-Olympiade
- 2006 Aufstieg in die Top-Division bei der U18-Junioren-Weltmeisterschaft der Division I
- 2007 Schweizer Meister der Elite-Junioren der GCK Lions
- 2008 Schweizer Meister der Elite-Junioren der GCK Lions